# Deréky Pál
Deréky Pál (Budapest, 1949. április 27. –) József Attila-díjas (2005) magyar irodalomtörténész, egyetemi tanár.

## Életpályája
Általános iskoláit (Reáltanoda; 1955–1956, Cukor utca; 1957–1963) a szülővárosában végezte el. Középiskola évieből csak egy évet töltött a kecskeméti Piarista Iskolában (1963). 1964 óta Ausztriában él. 1969-ben érettségizett a bajorországi Burg Kastl Magyar Gimnáziumban. 1969–1970 között sorkatona volt. 1971–1973 között a Velencei Melence társkiadója volt. 1980-ban végzett a Bécsi Egyetemen. 1980-1990 között a Bécsi Egyetem finnugor tanszékén tanított. 1983–1986 között a Mi Újság társkiadója volt. 1990-ben egyetemi docens lett. 1995-ben egyetemi tanár titulust szerzett.
Fő kutatási területe a 20. századi magyar irodalom valamint az avantgárd irodalom.

## Művei
- Magyarok Ausztriában és Nyugat-Németországban (beszélgetések, 1984)
- Festschrift für Károly Rédei zum 60. Geburtstag (szerkesztő, 1992)
- A vasbeton torony költői. Magyar avantgárd költészet a 20. század második és harmadik évtizedében (szerkesztő, 1992)
- Lesebuch der ungarischen Avantgardeliteratur. 1915–1930 (szerkesztő, 1996)
- "Latabagomár ó talatta latabagomár és finfi". A XX. század eleji magyar avantgárd irodalom; Kossuth Egyetemi, Debrecen, 1998 (Csokonai könyvtár)
- A magyar avantgárd irodalom (1915–1930) olvasókönyve. Kommentált szöveggyűjtemény; vál., szerk., életrajz, előszó Deréky Pál; Argumentum, Bp., 1998
- Né/ma? Tanulmányok a magyar neoavantgárd köréből; szerk. Deréky Pál, Müllner András; Ráció, Bp., 2004 (Aktuális avantgárd)
- Mitteleuropäische Avantgarden. Intermedialität und Interregionalität im 20. Jahrhundert; szerk. Deréky Pál, Kékesi Zoltán, Kelemen Pál; Lang, Frankfurt, 2006 (Budapester Studien zur Literaturwissenschaft)

## Műfordításai
- A. Fian: Schratt (regény, Abody Ritával, 1993)
- Garaczi László: Die wunderbare Busfahrt. Bekenntnisse eines Lemuren (Pompásan buszozunk) / Was wir hier als schön empfinden Beinhartes Schönwetter (Mintha élnél); ford. németre Andrea Seidler, Deréky Pál; Droschl, Graz–Wien, 1999

## Díjai
- Pro Cultura Hungarica Emlékplakett (1998)
- József Attila-díj (2005)
- Korunk Kulcsa Díj (2019)